# Cystodictya crispata
Cystodictya crispata är en mossdjursart som först beskrevs av Quenstedt 1881.  Cystodictya crispata ingår i släktet Cystodictya och familjen Cystodictyonidae. Inga underarter finns listade i Catalogue of Life.